# Aregha
Aregha là một chi bướm đêm thuộc họ Gelechiidae. Nó bao gồm loài Aregha abhaustella, được tìm thấy ở Algérie.